# Aeroportul Tajima
Aeroportul Tajima (IATA: TJH, ICAO: RJBT) este un aeroport din Toyooka, Prefectura Hyōgo, Japonia ce deservește zona Toyooka. Aeroportul a fost tranzitat în 2023 de 38.404 pasageri. A fost numit după Tajima Province⁠(d).
Situat la o altitudine de 176 m, aeroportul dispune de o singură pistă.